# Корнетит
Корнетит — редкий минерал, безводный фосфат меди с гидроксилом состава Cu3PO4(OH)3. Сингония ромбическая, ромбо-дипирамидальный вид симметрии. Назван по имени бельгийского геолога Жюля Корне (1865—1929). Является вторичным гипергенным минералом, встречается в зонах окисления месторождений меди.

## История открытия
Первоначально, при разведывании медных месторождений на территории бывшей бельгийской колонии корнетит считался низкокачественным азуритом. После внимательного изучения образцов, Жюль Корне предположил, что речь идёт о новом минерале. Предположение было подтверждено в музее Высшей горной школы в Париже, где было исследовано несколько несколько образцов этого минерала.

## Кристаллография
| Точечная группа           | mmm (2/m 2/m 2/m) — Ромбо-дипирамидальный                    |
| Пространственная группа   | Pbca (P21/b 21/c 21/a)                                       |
| Сингония                  | Ромбическая (орторомбическая)                                |
| Параметры ячейки          | a = 10.88Å, b = 14.1Å, c = 7.11Å                             |
| Отношение a: b:c          | a: b:c = 0.772 : 1 : 0.504                                   |
| Объем элементарной ячейки | V 1,090.73 Å³ (рассчитано по параметрам элементарной ячейки) |
| Двойникование             | Отмечены по {10l}                                            |

## Месторождения
Корнетит находят в зоне гидротермальных медных месторождений. В ассоциации с ним встречаются самородная медь, брошантит, малахит, атакамит, либетенит и гетерогенит(CoO(OH)).
Лучшие образцы корнетита находят на территории ДРК, но из-за полного отсутствия интереса у промышленности, месторождения меди с корнетитом в регионе не разрабатываются и минерал остаётся коллекционной редкостью. Месторождения корнетита присутствуют в Замбии (провинция Коппербелт), США (Йерингтон, Невада), Австралии, Чили, Германии, Испании, Зимбабве и Мексике.